# Charles García
Charles Wayne García Junior (né le 13 octobre 1988 aux États-Unis) est un basketteur professionnel bélizien. Il a joué au basketball universitaire pour l'université de Seattle après avoir passé deux saisons au Riverside City College.

## Biographie
Charles García démarre la saison 2010-2011 en Turquie en jouant pour le Oyak Renault, mais n'y reste que pour seulement deux matchs. Afin de conserver sa forme, il joue entre novembre et décembre dans la NBA Development League (appelée à l'époque D-League), pour les Flash de l'Utah avant de déménager au Mexique pour s'engager avec Potros ITSON jusqu'en janvier 2011. Il revient cependant en D-League en avril 2011, où il rejoint cette fois-ci les Wolves de l'Iowa. García a passé toute la saison 2011-2012 dans la D-League à jouer pour le Skyforce de Sioux Falls et les Mad Ants de Fort Wayne. 
Pour la saison 2012-2013, il déménage en Espagne pour jouer pour le Baloncesto Fuenlabrada. Il dispute 15 matchs pour le club avant de partir en janvier 2013. Deux mois après son dernier défi, il rejoint l'équipe portoricaine des Atléticos de San Germán pour un séjour de deux mois. Charles García a disputé la saison 2013-2014 en jouant pour les deux équipes bahreïnites, Al Muharraq et Al Ittihad. Il a également joué dans deux clubs différents durant la saison 2014-2015, mais cette fois-ci avec deux équipes sud-coréennes, les Orions de Goyang et les Samsung Thunders de Seoul. Charles retourne à Porto Rico en mars 2015, où il rejoint Vaqueros de Bayamón.
En janvier 2016, García a rejoint le club de la ville de Grindavík, participant dans le championnat d'Islande de basket-ball. En 10 matchs de saison régulière, il a récolté en moyenne 19,9 points et 9,2 rebonds par match. Dans les séries éliminatoires, Grindavík perd contre le KR de Reykjavik en 3 matchs, Charles terminant le match avec une moyenne de 14,7 points et 7,3 rebonds. Le 30 octobre 2016, García est sélectionné par les Spurs d'Austin au quatrième tour lors de la draft 2016 de la D-League,.
Le 20 avril 2018, Garcia signe avec le Barangay Ginebra de San Miguel de l'Championnat des Philippines de basket-ball.  Au cours de la saison 2018-2019 de la Super Basketball League (SBL), Charles rejoint les Fubon Braves et termine la saison régulière avec une moyenne de 19,2 points et 11,6 rebonds. La saison se termine par une large victoire 4-0 lors des finales face au Taiwan Beer, donnant aux Braves leur premier championnat SBL de l'histoire de la franchise. Charles Garcia est nommé MVP des finales avec une moyennes de 22,3 points et 11,8 rebonds. 
Le 22 octobre 2021, Garcia signe avec les Tainan TSG GhostHawks de la Ligue T1 à Taïwan.